# Noetyka

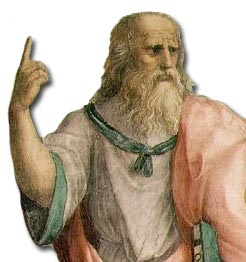
Filozofia Platona jest jedną z ważniejszych inspiracji dla noetyki

Noetyka (gr. noetikós – dosł. `dotyczący poznania intelektualnego`) – w filozofii rodzaj poznania, nazywany noetycznym, intelektualnym, poznaniem serca lub intuicją, u podstaw którego znajduje się uznanie istnienia rzeczywistości ponadzmysłowej oraz zdolności człowieka do jej bezpośredniego poznania. Noetyka jest umiejętnością (sztuką) uchwycenia głębokiej i nieprzemijalnej prawdy, swoistym wglądem w istotę rzeczy. Choć przysługuje z natury każdemu człowiekowi, domaga się - podobnie jak talent – odkrycia i pielęgnowania.
Noetyka oznacza również teorie (nauki noetyczne), opisujące to poznanie: jego podmiot (jest nim człowiek i jego władze poznawcze) i przedmiot (stanowi go rzeczywistość, której człowiek doznaje).
Za twórcę noetyki można uznać Platona, który, podążając za koncepcją Noũs (rozumnej i oddzielonej od rzeczy Zasady) Anaksagorasa, w swojej filozofii uzasadnił istnienie świata bytów doskonałych, wiecznych i niewidzialnych, oraz odróżnił go od świata rzeczy widzialnych. Uważał, że pierwszy z nich, jest dostępny tylko poznaniu umysłowemu, a drugi – poznaniu zmysłowemu. W poznaniu umysłowym wyróżnił dwa poziomy: poznanie pośrednie (gr. diánoia) i bezpośrednie (gr. nóesis). To drugie, noetyczne, uznał za najwyższy rodzaj poznania. Swoje odkrycie umieścił w naukach: o pierwszych zasadach rzeczywistości (później metafizyka), o świecie (kosmologia), o poznaniu (teoria poznania), o duszy (psychologia, antropologia), o postępowaniu (etyka), o wychowaniu (pedagogika), o państwie (polityka). Teorię Platona rozwinął jego uczeń, Arystoteles, szczególnie w koncepcjach Pierwszego Poruszyciela i intelektu czynnego. Potem wielu myślicieli chrześcijańskich usiłowało uzgodnić ustalenia Platona i Arystotelesa z objawieniem chrześcijańskim. Wśród nich najwybitniejszą pozycję należy przypisać Tomaszowi z Akwinu.
Przez wiele wieków noetyka była przedmiotem różnych dziedzin filozofii. Dziś jest także przedmiotem innych nauk, takich jak: psychologia, pedagogika, polityka.

## Etymologia
Słowo "noetyka" (gr. noetikós oznacza poznawczy, od gr. noeín - postrzegać, myśleć) w starożytnej grece, oznaczało "intuicyjną wiedzę" lub "wewnętrzną świadomość".

## Historia

### Nurt platoński
Noetyka nurtu platońskiego obejmuje dwa wymiary poznania noetycznego. Pierwszym z nich jest bezpośredni ogląd świata ponadzmysłowego, stanowiący poznanie najwyższe i naturalne, dane człowiekowi w zalążku jako jego przyrodzona zdolność, którą może rozwijać dzięki wychowaniu i własnemu wysiłkowi (Platon, Plotyn). Drugim wymiarem natomiast jest bezpośrednie poznanie nadprzyrodzone, możliwe wyłącznie dzięki Bożej łasce, której Bóg udziela człowiekowi, wspierając go na drodze dążenia ku zjednoczeniu z nim. Duchowy wzrost, wiodący do zjednoczenia, dokonuje się jednak nie dzięki samemu poznaniu, lecz dzięki miłosnym aktom woli ludzkiej, podążającej za poznaniem (Augustyn, Bonawentura, mistycy nadreńscy). U podstaw noetyki tego nurtu znajduje się przyjęcie istnienia świata pozazmysłowego, który – w zależności od autora koncepcji – obejmuje: Pierwsze zasady rzeczywistości, Idee i byty matematyczne (Platon); Jedno i hipostazy: Umysł i Duszę (Plotyn) oraz Boga osobowego i stworzone przez Niego byty niecielesne (Augustyn, Bonawentura, mistycy nadreńscy). Przedstawiciele tego nurtu przyjmują również istnienie w człowieku niecielesnej duszy, która ma naturę intelligibilną. Sądzą bowiem, że dusza ludzka ma swoją przyczynę w świecie ponadzmysłowym. Poznanie tego świata możliwe jest dzięki władzy duszy, którą Platon i mistycy nadreńscy sytuują ponad rozumem. Uważają ją za "miejsce" narodzenia Boga, którego człowiek doświadcza, gdy skieruje się ku własnemu wnętrzu i dotrze do najgłębszego swojego "ja".

#### Platon
W Fedonie Platon pisze, że prawdziwą przyczyną świata fizycznego, postrzeganego zmysłami, jest rzeczywistość ujmowana tylko intelektem (inteligibilna), którą stanowią idee i najwyższe zasady. Człowiek złożony jest z ciała, które należy do rzeczywistości widzialnej, i z duszy, należącej do tego, co niewidzialne i inteligibilne. Kiedy dusza wznosi się ponad to, co widzialne i skupia na sobie samej, ogląda czyste idee i przedmioty inteligibilne, czyli właściwe przedmioty swojego poznania.
W Państwie porównuje Ideę Dobra do słońca, która oświetla poznawane rzeczy tak, iż widoczna staje się ich prawda, a także sprawia, że ten, kto poznaje, staje się zdolny do poznania tej prawdy. Wyróżnia dwa wymiary rzeczywistości: zmysłowy i ponadzmysłowy, oraz po dwie formy poznania, odpowiadające obu wymiarom. Obrazowym przedstawieniem tych form poznania jest odcinek, którego najmniejsza część symbolizuje najwyższy, a zarazem najdoskonalszy rodzaj poznania ludzkiego – intelektualny (nóesis - dotyczy idei, które intelekt potrafi ująć jedynie intuicyjnie), większa od poprzedniej – rozumowy (diánoia), większa od poprzedniej – zmysłowy (pístis), a największa – wyobrażenie (eikasía). Długość poszczególnych części odcinka symbolizuje odległość od prawdziwej wiedzy. Według niego dusza ludzka ma trzy części: rozumną, gniewliwą i pożądliwą. Celem wychowania filozoficznego jest posiadanie najprawdziwszej wiedzy. Prowadzi ono przez dialektykę, czyli przez proces poznawczy całkowicie oderwany od tego, co zmysłowe. Ci, którzy osiągną taki stopień poznania, powinni rządzić w państwie.

#### Filon z Aleksandrii
W De specialibus legibus Filon z Aleksandrii broni realności idei. Twierdzi, iż Bóg stworzył wszystkie rzeczy, posługując się niecielesnymi Mocami, które naprawdę nazywają się ideami, po to, by każdy rodzaj rzeczy otrzymał odpowiednią dla niego formę. W Alegoriach praw umieszcza Boga ponad ideami. Bóg nie jest złożony, ani utworzony z wielu części, nie jest też zmieszany z czymś innym. I nie ma niczego, co byłoby mu równe lub lepsze od niego. Z kolei człowiek składa się z duszy i ciała, dusza – z części nierozumnej i rozumnej. Pisze też o takim rodzaju poznania, które pochodzi bezpośrednio z góry. Jest to wiedza, której Bóg z własnej inicjatywy udziela jako daru temu, kto o nią prosi i jest jej godny. W tym poznaniu oczyszczony i doskonały umysł poznaje swoją Przyczynę'.

#### Plotyn
Plotyn w Enneadach uważa, że ostateczną zasadą rzeczywistości jest Jedno (Jednia). Jedno oznacza coś pierwszego, absolutnie prostego i doskonałego, co wypełnia się aż po nadmiar siebie i niczym słońce promieniujące swoim blaskiem, wylewa się. Jedno oraz jego hipostazy: Umysł i Dusza tworzą świat niecielesny i intelligibilny. Ten niecielesny świat, poznawalny umysłem, jest przyczyną świata cielesnego i poznawalnego zmysłami. Bóg jest przedmiotem miłości oraz samą miłością. Dusza, która wznosi się do Umysłu, staje się piękna. Zarazem doznaje oczyszczenia, które następuje po pozostawieniu jej w czystej samotności od innych rzeczy i ich wyobrażeń. Po takim przygotowaniu dusza może zjednoczyć się z Jednem. Dusza zjednoczona z Jednem doznaje jakby porwania czy też uniesienia, Bożego spokoju, samotności oraz bezruchu. Nie przebywa w sferze piękna, lecz przekracza tę sferę. Przekracza też krąg cnót. Jej widzenie jest widzeniem wewnętrznym i obcowaniem z Jednem Samym. Właściwie jest to wyjście z siebie oraz i ofiara z samego siebie, by całkowicie przylgnąć do Jedna.

#### Pseudo-Dionizy Areopagita
Pseudo-Dionizy Areopagita uważa, że teologia wznosi się nad wszystkim, ujawnia się w swej prawdzie i bez osłony tylko tym, którzy odstępują od wszystkiego, co i skalane, i czyste, i wstępują po całym trudzie wędrówki na szczyty świętości, gdzie prawdziwie jest Ten, który – jak głosi Pismo – znajduje się poza wszystkim. Zdaniem Pseudo-Dionizego im bardziej wznosimy się do świata wyższej rzeczywistości, tym bardziej ograniczony staje się nasz język i nasze słowa skracają się dla ściślejszego wyrażenia tego, co pojmowalne. Ostatecznie najlepszym sposobem wyrażania się o Bogu jest droga negatywna (apofatyczna), czyli intuicyjne (mistyczne) poznawanie Boga przez dystansowanie się od tego, czym Bóg nie jest.

#### Bonawentura
W dziele Kwestie dyskutowane o Trójcy Świętej św. Bonawentura przedstawia argumenty na rzecz istnienia Boga i przekonania, że stworzenia w różny sposób wychwalają Boga. Uważa, że musi istnieć byt będący Czystym Aktem, bez jakiejkolwiek potencjalności, czyli Bóg. Sądzi, iż istnienie Boga jest prawdą w sposób naturalny wszczepioną w ludzki umysł i oczywistą samą przez się. Jeśli ktoś w nią wątpi, jego zwątpienie jest wynikiem błędnej idei Boga, niewłaściwego namysłu i takiejż refleksji. W Wędrówce duszy do Boga podkreśla, że skoro Bóg jest w górze, to  trzeba, by umysł wznosił się ku Niemu ze wszystkich sił. Sądzi, że poznanie racjonalne, chociaż konieczne i pożyteczne, samo w sobie nie wystarcza do poznania Boga. Potrzebna jest budząca uczucie wiara. Powoduje nią miłość Tego, na którego się zgodziła - pisze. Dlatego Bonawentura zachęca braci, aby dążyli do poznawania i jednoczenia się z Bogiem poprzez miłość. Opisuje, że wędrówka ma swoje trzy etapy: etap oczyszczenia (oderwania od poznania zmysłowego), etap oświecenia (pojmowania rozumowego), oraz etap zjednoczenia (łączenia się z Bogiem na zasadzie "negatywnej" kontemplacji).

#### Mistycy nadreńscy

##### Mistrz Eckhart
W swoich kazaniach Mistrz Eckhart prowadzi rozważania nt. Trójcy Świętej. Naucza, że natura Boża udziela się człowiekowi na dwa sposoby. Jeden z nich to pochodzenie Syna od Ojca: polega na rodzeniu. Drugi – pochodzenie Ducha Świętego – dokonuje się przez zjednoczenie. Duch Święty pochodzi z miłości Ojca i Syna, ponieważ w Nim się Ojciec i Syn się miłują. Uważa, iż nic nie jest człowiekowi tak bliskie jak Bóg. Jest On bliżej nas niż my sami siebie. Królestwo Boże jest w nas. Dusza, w której się ukazuje Królestwo Boże i która wie, że jest blisko niej, nie potrzebuje kazań ani pouczeń. Samo to stanowi dla niej pouczenie i daje jej pewność życia wiecznego. W duszy, daleko wyżej od miejsca, gdzie wyłaniają się władze rozumu i woli, znajduje się taka władza, która jest wolna. Nazywa się "strażnicą ducha", czasem jego "światłem", a niekiedy "iskierką". Jest ona wolna od wszelkich nazw, pozbawiona wszelkich form i tak swobodna, jak Bóg sam w sobie. Władza ta jest tak wzniosła i szlachetna, że ujmuje Boga w Jego własnym nagim bycie. W niej jest tylko obecne teraz. Władza ta ujmuje wszystkie rzeczy w prawdzie, żadna nie jest przed nią zakryta. W tej władzy Ojciec rodzi swego Jednorodzonego Syna tak samo rzeczywiście, jak rodzi Go w sobie samym. A wtedy pojawia się łaska. Zostaje ona wlana do duszy. Światło Boże jest tak potężne i jasne, że oko duszy nie mogłoby go znieść, gdyby nie pośrednictwo materii, przez które dusza zbliża się i przyzwyczaja do niego. Duchowy dzień pojawia się w duszy, gdy otrzyma ona Boskie światło. W tym świetle dusza się rozwija i wspina ku górze aż do południa, po czym zapada wieczór i nastaje czas wieczerzy. "Wieczerza" oznacza wielką miłość, do której Bóg dopuszcza samych swoich najbliższych. Podczas Wieczerzy Bóg staje się pokarmem dla swoich przyjaciół. Po tej wieczerzy nie ma już następnego posiłku. Temu, kto otrzymuje ten pokarm od Pana, wydaje się on tak słodki i rozkoszny, że odtąd nie pragnie on już żadnego innego.

##### Henryk Suzo
W dziele Księga Prawdy i inne pisma Henryk Suzo twierdzi, że każdy człowiek jest indywidualną osobą, czyli posiada siebie w sposób wyjątkowy, jedyny, właściwy tylko jemu samemu. Autor precyzuje, że najgłębsze ludzkie ja jest czymś niejako dodanym do natury, jest śladem samego Boga. Kiedy jest nierozpoznane, staje się źródłem ludzkiego dramatu. Człowiek, który wyszedł od Boga, zamiast do Niego wracać i ku Niemu się kierować, zwraca się ku sobie samemu i przywłaszcza sobie to, co należy do Boga. Czyni ze swego ja cel życia, co sprawia, że wkrada się w jego życie nieporządek i pojawiają się grzechy. Mistyk uważa, że człowiek prawdziwie oderwany od swego ja i świata, doświadcza oświecenia, co oznacza że w jego władzy wyższej ukazuje się mu wtedy światło, w którym widzi, że Bóg jest jego bytem, życiem i działaniem, on sam zaś – tylko Jego narzędziem.

##### Jan Tauler
Według Jana Taulera, człowiek, żeby narodzić się na nowo, narodzić się z Boga, powinien zwrócić się najpierw ku sobie. Powinien to uczynić po to, żeby we własnej duszy znaleźć Boga. Koniecznym warunkiem nowego narodzenia jest zespolenie się wszystkich władz, najwyższych i najniższych, skupienie zapobiegające wszelkim rozproszeniom. Na tym właśnie polega to wejście w siebie. Autor podaje, że w głębi duszy znajduje się pewna szlachetność, którą mistrzowie nazywali iskierką duszy, głębią lub szczytem. Docierali do jej poznania przez praktykę życia, jak też za pomocą rozumu. Zdaniem Taulera duch duszy jest tak szlachetny, że pozostaje nieustannie w akcie, zarówno we śnie, jak na jawie, niezależnie od tego, czy jesteśmy tego świadomi, czy nie, i posiada stałą skłonność powracania do Boga.

### Nurt arystotelesowski
Noetyka tego nurtu dotyczy bezpośredniego poznania naturalnego. Poznanie to dane jest każdemu człowiekowi, a u jego podstaw znajduje się przyrodzona zdolność do ujęcia tzw. pierwszych zasad, czyli zdolność do intelektualnego poznawania rzeczywistości. Nazywa się ona poznaniem intuicyjnym lub poznaniem intelektualnym i odróżnia się od poznania dyskursywnego (rozumowego), które jest poznaniem pośrednim. Poznanie intuicyjne jest wyższe od poznania dyskursywnego i pochodzi od Boga. Przedstawiciele tego nurtu przyjmują istnienie świata ponadzmysłowego, który stanowią: Nieruchomy Poruszyciel, czyli Bóg, oraz substancje ponadzmysłowe. Arystoteles, jako pierwszy, w rozumnej władzy duszy ludzkiej wyróżnił bierną i czynną zdolność poznania intelektualnego. Pierwszą nazwał intelektem możnościowym lub sprawnością pierwszych zasad, drugą natomiast, szlachetniejszą i boską – intelektem czynnym lub sprawnością światła. Uważa, że intelekt w akcie prostego ujęcia swojego przedmiotu, którym jest istota poznawanej rzeczy, nigdy nie popełnia błędu. Stąd poznanie intelektualne, wolne od jakiejkolwiek spekulacji rozumowej, zawsze jest poznaniem prawdziwym.
Następcy Arystotelesa, Awicenna i Awerroes, zaliczają intelekt czynny do substancji oddzielonych i nazywają Dziesiątą Inteligencją lub Inteligencją Czynną. Tę Inteligencję uważają za dawcę form, która udziela ludziom form gatunkowych (stanowią je dusze ludzkie) i form poznawczych (dzięki nim możliwe jest poznanie). Obie te koncepcje stały się przedmiotem rozważań przedstawicieli Średniowiecza.

#### Arystoteles
Arystoteles w Metafizyce wyróżnia trzy rodzaje substancji: substancje zmysłowe zniszczalne (ludzie, zwierzęta, rośliny, rzeczy nieożywione), substancje zmysłowe niezniszczalne (niebo, planety i gwiazdy) oraz substancje duchowe (Bóg, czyli Nieruchomy Poruszyciel, oraz inne substancje poruszające sfery, z których składa się niebo). Pierwszy Poruszyciel, sam będąc nieruchomy, porusza inne rzeczy tak, jak przedmiot miłości pociąga kochającego, to znaczy jako cel. Bóg jest celem najwyższym, który przyciąga świat ku sobie, ponieważ każdy byt dąży do tego, aby być dokonały. Sam Bóg jest w stanie wiecznej szczęśliwości. Jest aktem, który wciąż aktualnie działa i nie ma w nim żadnej potencjalności. Jego życiem jest myślenie (w sensie kontemplacji). Bóg myśli o sobie samym, czyli przedmiotem jego Intelektu jest On sam. Stąd Jego myśl jest wglądem w siebie samego, jest myślą myśli.
W O duszy pisze, że dusza jest zasadą, która daje życie. Wyróżnia dusze roślinne, zwierzęce i ludzkie. Dusze ludzkie posiadają władze wegetatywne, zmysłowe i umysłowe. Władza umysłowa duszy ludzkiej pełni dwie funkcje: jedną, która polega na byciu w możności w stosunku do przedmiotów poznania (nazywa się intelektem możnościowym), i drugą, która aktualnie poznaje swoje przedmioty (nazywa się intelektem czynnym).

#### Teofrast z Eresos
Teofrast z Eresos, w swoim dziele poświęconym filozofii pierwszej, traktuje metafizykę jako teologię, czyli naukę o bytach najwyższych, niezmiennych i nieruchomych, intelligibilnych i ponadzmysłowych. Filozof przyjmuje istnienie Boga i substancji ponadzmysłowych, które interesują go jako przyczyny wszechświata. Boga nazywa Rozumem. Teofrast przyjął naukę o intelekcie możnościowym i czynnym Arystotelesa, a intelekt czynny usytuował w ludzkiej duszy.

#### Aleksander z Afrodyzji
Aleksander z Afrodyzji przyjmował istnienie substancji indywidualnych, do których zaliczył: substancje fizyczne, złożone z materii i formy, oraz rzeczywistość ponadempiryczną, która jest czystą formą, transcendentną i bytem czysto intelligibilnym (Nieruchomy Poruszyciel). Filozof wyróżnił u Arystotelesa trzy różne funkcje intelektu:
- intelekt materialny, który dokonuje abstrakcji, recepcji i pierwszego poznania form intelektualnych wydobytych z rzeczy
- intelekt usprawniony (habitualny), który jest intelektem materialnym w stanie doskonałości, posiadającym nową zdolność, a mianowicie zdolność myślnego ujmowania form intelligibilnych, które posiada w sobie, bez konieczności dokonywania nowych abstrakcji
- intelekt czynny, który jest intelektem aktualnie działającym, a jednocześnie intelligibilny, czyli zdolnym do intelektualnego wglądu w siebie samego[52].

Filozof przyjął, że taka forma, jaką jest dusza ludzka, nie może istnieć niezależnie od ciała, czyli jest zniszczalna i śmiertelna.
Aleksander uznał, że intelekt czynny nie znajduje się w duszy ludzkiej. Przyjął istnienie jednego wspólnego dla wszystkich ludzi intelektu, utożsamił go z pierwszą zasadą -  Nieruchomym Poruszycielem, który jest Myślą myśli, czyli Intelektem poznającym siebie samego.  Intelekt najwyższy przychodzi z zewnątrz i nie jest częścią konstytutywną naszej duszy. Ma swoją odbitkę (odciśnięcie) w naszym intelekcie. W ten sposób nasz intelekt upodabnia się do Intelektu boskiego, a poprzez partycypację staje się wręcz równy Intelektowi boskiemu, co oznacza, że staje się również nieśmiertelny.

#### Awicenna
Zdaniem Awicenny, pierwszym bytem pochodzącym od Boga jest pierwsza Inteligencja. Charakteryzuje ją dualizm istoty i istnienia oraz dualizm poznania: Inteligencja poznaje Boga jako byt konieczny i siebie jako byt możliwy. Awicenna wyróżnia dziesięć takich Inteligencji. Dziesiąta Inteligencja jest dawcą form, które są przyjmowane przez materię pierwszą, czystą potencjalność, tworząc byty jednostkowe. Dziesiąta Inteligencja pełni też rolę intelektu czynnego człowieka.
Awicenna rozróżnił intelekt czynny i bierny, ale intelekt czynny uznał za inteligencję oddzieloną i jedyną w swym rodzaju, która oświeca intelekt człowieka. W ten sposób intelekt bierny, który znajduje się w duszy, przechodzi z możności do aktu, dzięki mocy intelektu czynnego, który znajduje się poza duszą.

#### Awerroes
Awerroes przyjmuje różne klasy bytów:
- poruszane i nieporuszające,
- poruszane i poruszające, oraz
- nieporuszane i poruszające.

Byty klasy ostatniej są czystymi, doskonałymi i niecielesnymi aktami, które nieustannie powodują ruch. Trwanie świata ma charakter wieczny. Awerries przyjmuje też istnienie tzw. Inteligencji Czynnej, która jest dawcą form i zarazem sprawcą poznania wszystkich ludzi. Dusza człowieka stanowi jedną z tych form. Posiada jednak jednostkowy intelekt możnościowy, który pozwala konkretnemu człowiekowi trwać po śmierci.

### Nurt tomistyczny
Noetyka nurtu tomistycznego obejmuje naturalny i nadprzyrodzony wymiar poznania noetycznego. Pierwszy, stanowiący bezpośrednie poznanie naturalne, przysługuje każdemu człowiekowi w postaci fundamentalnej i zalążkowej zdolności do poznawania rzeczywistości (poznanie bytu, pierwszych zasad i celu ostatecznego). Ta zdolność określana jest poznaniem potocznym, spontanicznym. W świadomości ludzkiej poznanie to odzwierciedla się jako prosta i spontaniczna myśl, zarazem oczywista i prawdziwa. Zdolność naturalnego poznania noetycznego człowiek może rozwijać dzięki wychowaniu i własnemu wysiłkowi. Zdaniem Tomasza z Akwinu bez pomocy Boga nikt nie jest jednak w stanie w pełni działać zgodnie ze swoją naturą, a więc także w pełni się rozwijać. Drugi wymiar, obejmujący bezpośrednie poznanie nadprzyrodzone, jest darem (w postaci Bożej łaski), którego Bóg według swej woli udziela człowiekowi. Dzięki łasce Bóg jest obecny w duszy człowieka i oświeca jego intelekt (serce), który zostaje wzmocniony, uzyskuje doskonalsze poznanie i staje się podobny do intelektu Bożego. W miarę wzrostu łaski w duszy człowiek otrzymuje coraz większe zdolności poznawcze i coraz chętniej odpowiada na Boże poruszenia. W ten sposób doznaje oczyszczenia i oświecenia, by ostatecznie miłośnie zjednoczyć się z Bogiem. Przedstawiciele tego nurtu przyjmują istnienie Boga jako Trójcy Świętej w osobach Ojca, Syna i Ducha Świętego oraz istnienie aniołów. Bóg nie tylko stwarza człowieka, ale również pociąga go ku sobie, oddziałując na jego intelekt i wolę. Stworzone przez Niego byty czysto duchowe, czyli aniołowie, mogą również oddziaływać na władze poznawcze człowieka (zmysły zewnętrzne, wyobraźnia, intelekt) i uczucia, ale nie mogą oddziaływać  na ludzką wolę. Autorzy tego nurtu pogłębiają rozumienie zdolności poznawczych człowieka, precyzują ujęcia intelektu możnościowego i czynnego, temu ostatniemu przypisując rolę oświetlania przedmiotów poznania, zarówno w wymiarze naturalnym, jak i nadprzyrodzonym.

#### Albert Wielki
W Liber de causis et processu universitatis a causa prima Albert Wielki przedstawia argument na istnienie Boga, odwołując się do koncepcji ruchu Arystotelesa. W Liber de natura et origine animae filozof przytacza szereg argumentów na to, że dusza w swoich czynnościach intelektualnych przekracza materię i nie zależy od ciała w swoim istnieniu. Uważa, że każdy człowiek ma jednostkowe istnienie i własną jednostkową duszę rozumną. W Summa theologiae Albert odróżnia intelekt możnościowy od intelektu czynnego, a także ustala stopnie doskonałości intelektu. Stopnie te dotyczą intelektu możnościowego, który trwa również po śmierci człowieka.  Najwyższym stopniem doskonałości jest intelekt święty. Intelekt osiąga ten stopień, kiedy – aktywizowany przez intelekt czynny - zdobędzie już wiedzę i nie potrzebuje oparcia w zmysłach. Studia nad pięknem pomagają mu wówczas otworzyć się w pełni na oświecenie boskie, a tym samym dorównać światłu wyższego porządku. Poznanie naturalne więc wzmacnia, a dokładniej – oczyszcza i uszlachetnia poznawcze siły duszy, uzdalniając je do poznania Boga.

#### Tomasz z Akwinu
W Sumie teologicznej Tomasz argumentuje za istnieniem Boga, formułując pięć dróg dojścia do uznania tego istnienia: z ruchu, z przyczynowości, z przygodności, ze stopni doskonałości i z celowości natury. Pisze, że Bóg Jest Czystym Aktem Istnienia, który nie ma początku, nie powstał w czasie i nie zawiera w sobie żadnego braku. zaś człowiek jest obrazem Jedynego Boga w Trójcy Osób ze względu na posiadane władze intelektu i woli. Intelekt czynny stanowi jedną z władz duszy i to władzę indywidualną. Intelekt ten jest podobny do światła. Otrzymuje on od Boga, który jest intelektem oddzielonym, swoiste światło umysłowe, dzięki któremu aktualizuje przedmioty poznania umysłowego. Według niego pierwsza prawda naszego intelektu jest pewnym odbiciem pierwszej prawdy, czyli Boga. W świetle pierwszej prawdy wszystko poznajemy i osądzamy.
Tomasz odróżnia rozum (łac. ratio) od intelektu (łac. intellectus) i przyjmuje, że są to dwie funkcje tej samej władzy, czyli poznawczej władzy umysłowej. Czynność intelektu, nazywana rozumieniem, jest prostym ujęciem prawdy intelektualnej. Przy jej pomocy intelekt poznaje pierwsze zasady. Czynność rozumu natomiast, nazywana rozumowaniem, jest przechodzeniem od jednej do drugiej rzeczy intelektualnie poznanej. Dzięki niej rozum tworzy rozumowania. Czynność rozumu przysługuje tylko ludziom. Akwinata uważa, że aniołowie, którym przysługuje doskonałe poznanie prawdy intelektualnej, ujmują prawdę rzeczy wprost i bez dyskursu. Intelekt człowieka sam poznaje pewne rzeczy, ale niektóre są mu dane z góry, wszczepione w jego ludzką naturę, tak jak pierwsze zasady myślenia i cel ostateczny, którego nie może nie chcieć. Tomasz uważa, że bez pomocy łaski Bożej człowiek nie jest w stanie działać zgodnie ze swoją naturą.
Pisze o możliwości doświadczenia religijnego, czyli o doświadczeniu Boga, które jest darem dla człowieka. Poznajemy Bożą obecność w duszy przez świadomość zachodzenia w niej aktów nadprzyrodzonych, czyli takich, które pochodzą od Boga jako swojego bezpośredniego źródła. W miarę rozwoju tego przejawu łaski w duszy uzyskuje ona coraz większe zdolności poznawcze.
Tomasz pokazuje, że obecność Boga w duszy człowieka nie jest jedynie przedmiotem wiary, ale jest przedmiotem doświadczenia. Przez łaskę bowiem człowiek wchodzi w kontakt z Bogiem. Nasz intelekt w coraz większym stopniu staje się podobny do intelektu Bożego, a nasza wola do woli Boga. Akwinata wyróżnia trzy okresy życia duchowego: okres początkujących, kiedy odchodzimy od starego życia, okres postępujących, kiedy staramy się o postęp w dobrym, i okres doskonałych, kiedy doznajemy zjednoczenia z Bogiem.
W dziele Kwestie dyskutowane o prawdzie Tomasz pisze, że w chwili stworzenia człowiek otrzymał od Boga dary pozaprzyrodzone, do których należał dar wiedzy wlanej (wolność od niewiedzy), czyli dar poznania Boga w wewnętrznym natchnieniu, przez pewną duchową podobiznę w umyśle. Tak więc Adam poznawał Boga dzięki oświeceniu, jakie otrzymał od Niego, a nie na drodze rozumowania.
Zdaniem Akwinaty (Commentarium in Epistolas S. Pauli super Romanos) człowiek duchowy otrzymuje od Ducha Świętego pouczenie, co powinien robić. Duch Święty porusza też jego serce (intelekt sprzęgnięty z wolą). Tym, co skłania człowieka do działania nie jest jego własna wola, ale natchnienie Ducha Świętego. Tomasz twierdzi, że istnieje również powołanie czy wezwanie wewnętrzne Boga do człowieka. To wezwanie jest duchowym bodźcem, za pomocą którego Bóg porusza serce człowieka, aby przylgnął on do tego, co należy do wiary lub cnoty. To powołanie jest niezbędne, gdyż nasze serce nie zwróciłoby się do Boga, gdyby Bóg nas do siebie nie pociągnął.

#### Étienne Gilson
Gilson twierdził, że przed wiarą religijną i przed wiedzą filozoficzną pojawia się pewien rodzaj poznania Boga, naturalnego, zdobytego w sposób spontaniczny, nie będący wynikiem refleksji nad światem i sytuacją egzystencjalną człowieka. Z tego też powodu ateizm, będący koncepcją negującą wszelki rodzaj boskości i absolutu, zasadniczo nie pojawia się w ramach spontanicznego spotkania człowieka z rzeczywistością. Stajemy się tego świadomi dopiero w wyniku filozoficznej analizy przygodnej sytuacji własnego zakorzenienia w realności. Dlatego właśnie, że w spontaniczny sposób jesteśmy pewni istnienia Boga ateizm, jako stanowisko filozoficzne, jest zdaniem filozofa błędny.
To, co zmysł widzi, istnieje, a istnienie jest włączone w to, co zmysł postrzega. Zmysł jest jednak nośnikiem informacji, której nie potrafi odczytać. Zrobić to może jedynie intelekt. Intelekt odczytuje istotę rzeczy, ale przede wszystkim, w sposób bezpojęciowy i całkowicie bezpośredni, odczytuje jej istnienie. Filozof uważa, że intelekt chrześcijanina ma świadomość tego, że nie mógłby osiągnąć całkowitej sprawności bez pomocy łaski. W związku z tym intelekt tylko wtedy działa zgodnie z prawdą, gdy dąży do Boga. Pisze też, że przeznaczeniem człowieka jest poznać prawdę tu na ziemi przy pomocy intelektu, choćby nawet w sposób niejasny i częściowy, w nadziei, że ujrzymy ją kiedyś w całym jej blasku.

#### Jacques Maritain
Zdaniem Maritaina, intuicja oznacza poznanie bezpośrednie, bez pośredników, bez rozumowania. Chodzi o intelektualne zobaczenie prawdy na zasadzie prostej oczywistości. Poznanie to ujawnia się w intelektualnej percepcji zewnętrznej rzeczywistości, swego ja oraz w kreacji artystycznej. W jego opinii poznanie intuicyjne cechuje bezpośredniość. Może być ona trojakiego rodzaju:
- absolutna bezpośredniość (cechuje samopoznanie Boga, aniołów i uszczęśliwiające widzenie ludzi zbawionych)
- pośrednictwo niepoznawanego przeźroczystego znaku (występuje w poznaniu zmysłowym człowieka i zwierząt oraz w poznaniu rzeczy przez aniołów) oraz
- pośrednictwo poznawalnego przeźroczystego znaku (ma miejsce w umysłowym poznaniu konkretnych rzeczy przez człowieka).

W tym ostatnim, najmniej doskonałym poznaniu wyróżnia się dwa etapy: etap konstrukcji podobieństwa psychicznego, oraz etap wizji intelektualnej, czyli poznawcze ujęcie.
Maritain sądzi, że w przedświadomości i w nadświadomości umysłu ludzkiego znajduje się wiele sfer, które stanowią ukryte źródło poznania umysłowego. Uwidaczniają się one m.in. w czasie artystycznej pracy twórczej, albo w czasie natchnienia religijnego. Jest to poznanie czysto intelektualne, bezznakowe, pozpojęciowe. Jest to rodzaj światła intelektualnego, które jest ogniskiem Bożej łaski i zalążkiem życia wiecznego. Filozof pisze, iż wewnętrzna władza intelektualnego widzenia, którą ma każdy z nas, jest zdolna sama przez się przechodzić od tego, co już zna (pierwsze pojęcia), do tego, czego jeszcze nie zna. To wewnętrzne żywe źródło jest tym, co wychowawca powinien respektować nade wszystko. Jego sztuka polega na naśladowaniu dróg, jakie intelektualna natura przemierza we własnych działaniach. Zdaniem Maritaina wolność dziecka jest spontanicznością natury ludzkiej i rozumnej, której wewnętrzną miarą jest rozum, a ten nie jest jeszcze rozwinięty u dziecka. Stąd tę wolność należy wspomagać i nią kierować, by jej nie skrzywdzić przez przypadkowe kształtowanie. Prawo dziecka do bycia wychowywanym wymaga, by wychowawca przedstawiał dla niego autorytet moralny. Filozof uważa, że doskonałość człowieka polega na doskonałości miłości, w której ja w pewien sposób znikło z pola widzenia. Jeśli nauczyciel będzie zajęty raczej rozpoznawaniem i widzeniem, posiadaniem wizji tego, co jest, niż zbieraniem faktów i opisów, jeśli będzie używał ciężaru swej wiedzy tak, by za jej pomocą widzieć w realności rzeczy, wówczas pomoże on władzy intuicyjnej obudzić się i umocnić w umyśle ucznia bez jego wiedzy, dzięki samej intuicyjności, która przenika także nauczanie.

#### Mieczysław Albert Krąpiec
Krąpiec zwraca uwagę, że świat uderza człowieka ostrzem swego istnienia. To właśnie istnienie gwarantuje realizm ludzkiego poznania. Podobnie zwraca jego uwagę przygodność bytów. Dostrzeżenie przygodności domaga się od człowieka umocnienia swej egzystencji w postaci zawierzenia bytom drugim. Jednak byty te okazują się nieadekwatne w stosunku do ludzkich potrzeb. Dlatego człowiek transcenduje siebie i świat. Spontanicznie i natychmiast rozumie, że potrzebuje bytu współmiernego do swego ducha transcendującego siebie i świat. Potrzebuje osoby transcendentnej. I tę osobę nazywa Bogiem. Krąpiec rozróżnia pomiędzy treścią samą przez się oczywistą i przednaukowym stanem zasad zdrowego rozsądku. Drugi aspekt odnosi się do wymiaru powszechności, podczas gdy pierwszy stanowi o sile poznania zdroworozsądkowego. Przednaukowe prawdy (których nie zdobywamy za pomocą jakiegoś naukowego poznania, ale spontanicznie w poznaniu potocznym) człowiek zdobywa od razu, dzięki normalnym funkcjom psychiczno-poznawczym swego rozumu. Każda istota rozumna wyczytuje je wprost i bezpośrednio z otaczającej rzeczywistości. Choć na ogół nie potrafi ich uzasadnić, wie, że jednak że są prawdami obowiązującymi wszystkich. Zdaniem filozofa celem ludzkiego życia jest wizja uszczęśliwiająca w stanie ostatecznego zjednoczenia się z Bogiem. To zjednoczenie jest darem (łaską) Boga, przyjętym przez człowieka dobrowolnie i z tym darem łaski współpracującym. Jego specyfiką jest uczestnictwo człowieka w trynitarnym życiu Boga i pełnią osobowego rozwoju człowieka, trwającego zawsze indywidualnie ze swoją samoświadomością. Zjednoczenie się z Bogiem w akcie wizji uszczęśliwiającej charakteryzuje się odrzuceniem wszelkich pośredników poznania. W obecnym życiu poznajemy bowiem za pomocą pojęć, sądów, rozumowań. Natomiast wizja uszczęśliwiająca jest bezznakowa. Bóg wypełnia sobą całą pojemność poznania (intelekt) i miłości (wola). On też samym sobą syci i aktualizuje ostateczne osobowe potencjalności.

#### Mieczysław Gogacz
Według Mieczysława Gogacza samoistny akt istnienia, czyli Bóg, jest tylko istnieniem. Nie musi i nie może mieć przyczyn, które by go wyjaśniały, gdyż on właśnie stanowi zasadę wyjaśniającą realność czegokolwiek. Nie pochodzi od przyczyn, nie jest przyczyną siebie, nie sprawiła go nicość. Po prostu jest sam z siebie. Jako istnienie przejawia się we własnościach transcendentalnych. W tym kontekście Gogacz pisze o poznaniu niewyraźnym, nieuświadomionym, które nazywa mową serca. Poznanie to zachodzi podczas spotkania dwóch bytów, zanim jeszcze uświadomimy sobie ten fakt. W wyniku spotkania w intelekcie możnościowym poznającego podmiotu rodzi się słowo serca, czyli bytowy powód, skłaniający wolę do skierowania się ku oddziałującemu bytowi. Intelekt i wola powodują, że na przejawach współstanowiącego nas istnienia, budują się realne więzi z oddziałującym na nas bytem: pełne życzliwości współprzebywanie (miłość), wzajemne otwarcie się na siebie (wiara) i przebywanie w tej życzliwości i otwartości (nadzieja). Spotkanie jest także źródłem przedmiotu nauk. W życiu religijnym, które jest więzią, wyrastającą z obecności Boga w nas, Gogacz zwraca uwagę na dwa etapy: oczyszczenie czynne, rozwijane i umacniane naszym wysiłkiem, oraz oczyszczenie bierne, które dokonuje się w nas wyłącznie za sprawą działania Boga. Często ten poziom życia religijnego nazywa się mistyką. Mistyka jest nagłym, trwającym krótko, dziejącym się wewnątrz nas, bezpośrednim doświadczeniem przez nasz intelekt Boga jako Samoistnego Istnienia, który pozwala się doświadczać jako bezpośredni przedmiot władzy poznawczej. Doświadczenie mistyczne często pomaga nam przetrwać kryzys życia religijnego nazywany ciemną nocą miłości.

## Noetyka współczesna

### Noetyka neoklasyczna
Współczesną noetykę, odwołującą się do koncepcji klasycznej, reprezentuje Krzysztof Paczos, autor obszernej pracy monograficznej pod tytułem Noetyka. O ile – zdaniem autora – noesis jest poznaniem intelektualnym, intuicyjnym i bezpojęciowym, o tyle noetyka, która zajmuje się noesis, stanowi rodzaj metodycznie zorganizowanego i teoretycznie uzasadnionego poznania rozumowego. Noetyka próbuje opisać warunki działania poznania noetycznego, dookreślić jego prostą naturę, jak również wyodrębnić role, jakie pełni ono w różnych obszarach życia człowieka. I tak, Paczos wskazuje na rolę poznania noetycznego w ludzkiej działalności poznawczej (theoria), w twórczości (poiesis) i w zachowaniu moralnym (praxis). Ukazuje także, w jaki sposób noesis objawia się w świecie międzyosobowych relacji ze szczególnym uwzględnieniem miłości jako noetycznej więzi, wynikającej z bezpośredniego, bezbronnego i spontanicznego spotkania osób. Jeszcze inną dziedziną ujawniania się noesis jest religia, którą autor definiuje jako rodzaj miłosnej tęsknoty za pierwotnym spotkaniem ludzkiego Ja i boskiego Ty. Autor określa je jako „wydarzenie” o charakterze apriorycznym, które warunkuje wszelkie ludzkie osobowe doświadczenie. W Noetyce i innych wcześniejszych książkach Paczos w oparciu o paradygmat, który nazywa antropologicznym, próbuje przekroczyć dominujący w kulturze sceptycyzm i relatywizm poznawczy. Tłumaczy wielość postaw i poglądów, nie rezygnując z pojęcia jednej prawdy. Odróżnia w duszy ludzkiej rozmaite wymiary: wegetatywny, zmysłowy, rozumowy i noetyczny. Przyjmuje, że rzeczywistość da się opisać z każdego z tych wymiarów, bo świat, oglądany z każdego z nich, wygląda inaczej. Każdy więc pogląd odzwierciedla jakąś prawdę, ale nie są to prawdy równorzędne. Są one bliższe lub dalsze Pierwszej Prawdy, do której każdy człowiek, dzięki swojemu naturalnemu poznaniu, ma dostęp. Poznanie noetyczne jest właściwe jedynie bytom duchowym, człowiekowi przysługuje tylko w niewielkim stopniu. Stanowi dla człowieka rodzaj intelektualnego światła, porównywalny do natchnienia artystycznego i trudny do wyrażenia w słowach. Pojawia się w świadomości w sposób spontaniczny i intuicyjny. Drogą, prowadzącą do odkrycia w sobie tej noetycznej zdolności, jest wejście w kontakt ze swoim podmiotowym ja, nazywanym niekiedy sercem. Chodzi tu o intuicyjny wgląd w rzeczywistość otaczających człowieka osób i relacji. Noetyka, zajmująca się tak rozumianą noesis, ma swoje wielodyscyplinarne konsekwencje, przez co może być uprawiana w ramach filozofii, psychologii i pedagogiki.

### Noetyka psychoanalityczna
Podstawy noetyki psychoanalitycznej opracował Victor Frankl w oparciu o koncepcję człowieka, złożonego z ciała, psychiki oraz trzeciego, najwyższego wymiaru, który nazywał "duchowym" lub "noetycznym". Uważał, że redukcja człowieka do wymiaru jego popędów i kompleksów jest podłożem patologii, sprowadzającej zdrowe zachowania ludzkie do prostych prób uniknięcia różnych zaburzeń. Tymczasem najważniejszą, niepowtarzalną i podstawową motywacją w życiu człowieka jest poszukiwanie sensu i stanowi wyraz jego wolności, odpowiedzialności i duchowości. W tej koncepcji to człowiek decyduje o tym, kim jest i kim będzie. Jest to szczególnie widoczne w sytuacjach granicznych, do których Frankl zalicza własne doświadczenie pobytu w obozie koncentracyjnym. Dla niego wymiar "noetyczny" oznacza wymiar "osobowy", a więc ten, w którym człowiek znajduje odpowiedź na pytanie, czy coś jest prawdą czy fałszem, czy jest wartościowe czy bezwartościowe, wolne czy zniewolone, sprawiedliwe czy niesprawiedliwe, odpowiedzialne czy nieodpowiedzialne. W odpowiedziach na te pytania zawarta jest nasza wrażliwość, nasze sumienie, my jako osoby. Ten wymiar dotyka najgłębszego rdzenia człowieka i stanowi "miejsce", w którym jesteśmy prawdziwie wolni. Wymiar noetyczny przejawia się w całej osobie, dlatego życiowym zadaniem człowieka jest zrównoważenie wszystkich trzech wymiarów w sobie, podporządkowując niższe najwyższemu osobowemu. Frankl sądził, że współczesny człowiek zmaga się z największymi deficytami właśnie w tym wymiarze, czego skutkiem jest poczucie bezsensu, dezorientacji, braku spełnienia. A spełnienie osoby nie wiąże się z zaspokojeniem popędów czy dobrym zdrowiem, ale z dążeniem do czegoś większego, przekraczaniem siebie, oddaniem się czemuś, co jest poza nim samym, czy to innym osobom, czy też wyznaczonym przez siebie celom. Z tego powodu autor zajmuje się trzecim wymiarem, wspierając i pomagając innych w poszukiwaniu sensu. Sam Frankl zasadniczo używał dialogu sokratejskiego, aby pomóc pacjentom odnaleźć sens w sytuacji konfliktu lub cierpienia. Współczesna analiza egzystencjalna jest dalej rozwijana jako teoria i podejście terapeutyczne. Kontynuatorem noetycznej myśli Frankla w Polsce jest Kazimierz Popielski.

### Noetyka polityczna
Podstawy współczesnej noetyki politycznej opracował Eric Voegelin na podstawie filozofii klasycznej Platona i Arystotelesa. Szczególną uwagę zwrócił na Etykę Nikomachejską, w której Arystoteles przeciwstawił poznanie intelektualne dyskursywnemu rozumowaniu. Voegelin określał noetykę jako najwyższy aspekt i intuicyjną właściwość racjonalności, dzięki której podstawowe zasady nauki są uchwycone bez pośrednich etapów rozumowania. W celu określenia procesu wyłaniania się tego rodzaju poznania posługiwał się pojęciem różnicowania noetycznego. Uważał, że proces taki zachodzi w kierunku od zwartej, ścisłej świadomości ku świadomości bardziej zróżnicowanej, od jej refleksyjnego charakteru ku transcendencji i prawdy jako takiej. Zróżnicowanie to wynika z napięcia egzystencjalnego, jakie tworzy doświadczenie zewnętrzne, brane pod uwagę w tradycyjnej samoświadomości społeczeństwa (prawa, obyczaje, instytucje, literatura, kształtowanie przywódców politycznych) oraz doświadczenie wewnętrzne, obecne w konkretnej świadomości poszczególnych pojedynczych osób, które znajdują się w sytuacji niezgody ze społeczeństwem w podstawowej kwestii istnienia. To egzystencjalne napięcie powstaje z konfliktu między prawdą tradycyjną a noetyką. Powstały niepokój stanowi impuls dla poszukiwania rzeczywistej prawdy, dla odkrywania prawdziwego celu istnienia człowieka w świecie, społeczeństwie, historii i boskiej rzeczywistości. To poszukiwanie prowadzi w głąb i na wyżyny świadomości. Stara się odkryć źródła ostatecznej rzeczywistości i jej celu. Podstawą poszukiwań, a zarazem drogą do prawdy, jest doświadczenie człowieka, jego lęku i istnienia, doświadczenie uczestnictwa we wspólnocie. Przyczyna tego doświadczenia w człowieku: oświetla świadomość; kieruje, kontroluje i prowadzi człowieka do poszukiwania prawdy, a ponadto posiada wewnętrzne powinowactwo z  boską rzeczywistością.
Noetyczna interpretacja rzeczywistości politycznej chroni politykę przed zastosowaniem metod nauk przyrodniczych i matematycznych. Czyni noetyczną prawdę celem dociekań wiedzy politycznej i podstawą dokonujących się w życiu społecznym przemian.
Noetyką polityczną Voegelina zajmują się przede wszystkim: The Centre of Eric Voegelin Studies (Belgia) i The Eric Voegelin Institute (USA).

### Noetyka neoscholastyczna
Noetyką w wersji neoscholastycznej zajmował się Franciszek Gabryl. Osadził ją w dziedzinie  filozofii poznania i nazywał logiką materialną (dotyczy treści myśli), krytyką poznania, kryteriologią lub epistemologią. Na gruncie noetyki zajmował się prawdziwością naszego poznania, jego zgodnością z rzeczywistością. Uważał, że poznanie naturalne jest wcześniejsze niż poznanie filozoficzne, że "natura istnieje przed filozofią". Zanim człowiek zacznie filozofować, posiada już mnóstwo aktów poznania, z których jedne wydają mu się na pewno zgodne z rzeczą poznawaną, a inne nie, i ma co do nich wątpliwości. Z pełnym zaufaniem w prawdomówność i moc pewności, jaką daje ludzka natura, dąży więc do ich wyjaśnienia i głębszego uzasadnienia. Przyjmuje cztery następujące prawdy, na których opierają się wszystkie sądy i które nie mogą być udowodnione (gdyż nie potrzebują dowodu):
1) fakt samowiedzy,
2) zdolność rozumu do poznawania prawdy (fakt i zasada oczywistości),
3) zasada tożsamości i niesprzeczności oraz
4) zasada wystarczającego powodu, czyli zasada racji. Uznaje przedmiotową oczywistość za najwyższe kryterium prawdy i ostateczną podstawę pewności. Przez oczywistość rozumie jasność, z jaką dana prawda przedstawia się umysłowi.

## Podobieństwa z innymi prądami w filozofii

### Blaise Pascal
Pascal przyjmował, że podstawowe twierdzenia czy zasady są przez człowieka poznawane intuicyjnie. Nie można ich dowieść, niemniej jednak są ewidentne. Zdolność do takiego poznawania nazywał sercem. Przeciwstawiał ją analitycznej i dedukcyjnej czynności rozumu. Uważał, iż serce ma swoje racje, których rozum nie zna. Serce jest zdolnością, dzięki której poznajemy pierwsze zasady, poznajemy prawdę. Filozof nazywał ją także intuicją. W odniesieniu do Boga serce jest miłującym pojmowaniem, które stoi otworem przed tymi, którzy nie znają metafizycznych dowodów na istnienie Boga ani nawet historycznych i empirycznych dowodów, przemawiających na rzecz chrześcijaństwa. Nie oznacza emocji, lecz kochające poznanie Boga, jakie znajdujemy u szczerze wierzącego chrześcijanina.

### Henri Bergson
W dziele La pensée et le mouvant Bergson opiera filozofię na intuicji, którą przeciwstawia analizie. Przez analizę rozumie sprowadzanie złożonych przedmiotów do ich prostych składników. Intuicją natomiast nazywa bezpośrednią świadomość lub to, że ją sobie wprost uprzytamniamy. Przedmiotem intuicji jest rzeczywistość, a dokładniej mówiąc jest nim wewnętrzne życie ja, wewnętrzne życie ducha. Bergson uważa, że to wewnętrzne życie dane jest nam w doświadczeniu, które nazywa widzeniem lub kontaktem'. Pierwszym przedmiotem jego zainteresowania jest rzeczywiste trwanie, które znajduje się w życiu ja, w bezpośredniej wizji ducha, w życiu wewnętrznym. Punktem wyjścia filozofii jest intuicyjna lub bezpośrednia świadomość wewnętrznego życia ducha w tej postaci, w jakiej jest ono przeżywane, którą filozof usiłuje przedłużyć w refleksji.
W Ewolucji twórczej Bergson nazywa intuicję instynktem, stającym się bezinteresownym, świadomym siebie samego, zdolnym do rozmyślania o swym przedmiocie i do rozszerzania go nieograniczenie. Intuicja zakłada rozwój umysłu, zakłada pojawienie się refleksyjnej świadomości, która się następnie rozpada na umysł i intuicję, odnoszące się odpowiednio do materii i życia. Filozof dodaje, iż jeśli intuicja mogłaby trwać dłużej niż kilka mgnień, filozofowie zgadzaliby się ze sobą.

### Edmund Husserl
W Idei fenomenologii Husserl pisze, że fenomenologia jest ogólną nauką o istocie, której podporządkowana jest nauka o istocie poznania. Chodzi tu o poznanie immanentne, czyli o przeżycie poznawcze albo świadomość podmiotową, do której należy przeżycie. Wszystko to, co znajduje się poza przeżyciem wewnętrznym, a więc jest transcendentne, podlega redukcji fenomenologicznej (wykluczeniu). Chodzi też o jasność oglądu poznania. Autor uważa, że w przeżyciu, także po redukcji fenomenologicznej, przeciwstawiają się sobie: przejaw i to, co się przejawia. Fenomenologia poznania jest więc nauką o fenomenach poznania w dwojakim sensie, o poznaniach jako przejawach, przedstawieniach, aktach świadomości, w których te czy tamte przedmioty przedstawiają się, zostają uświadomione, w sposób bierny bądź czynny (noezy), z drugiej zaś strony o samych tych przedmiotach jako tak się przedstawiających (noematy). Filozof sądzi, iż istotą przeżyć poznawczych jest to, iż posiadają one pewną intencję, czyli w pewien sposób odnoszą się do swojego przedmiotu. Również to odniesienie jest przedmiotem fenomenologii.

## Kontrowersje

### Kwestia naukowości
Noetyka jest teorią filozoficzną. Nie posługuje się metodą naukową, ani nie aspiruje do tego, aby być uważana za dziedzinę nauki. Są jednak takie wersje noetyki (patrz: wersje alternatywne), które mają naukowe ambicje i przedstawiają się jako naukowe. Te aspiracje są przedmiotem krytyki ze strony środowisk naukowych.

### Wersje alternatywne
Obok głównego nurtu rozwija się noetyka, którą można określić noteyką alternatywną lub parapsychologiczną. Sytuuje ona poznanie noetyczne wśród zdolności paranormalnych, związanych z wpływem nieznanych sił pozanaturalnych (pozaziemskich) i poszukuje dla tych zdolności wyjaśnienia. Na gruncie teorii noetyka tego nurtu jest syntezą nauki, sztuki i religii. U jej podstaw znajdują się klasyczne koncepcje filozoficzne (neoplatonizm, gnostycyzm, chrześcijańska średniowieczna filozofia intelektu) oraz koncepcje alternatywne (Phineas Quimby, teoria integralna Kena Wilbera, filozofia Christiana de Quincey`a, panpsychizm i technoetyka). Wśród kierunków przyjmujących istnienie Boga dominują panteistyczne lub panenteistyczne (Spinoza, Hegel, Phineas Quimby), oparte na nieosobowej koncepcji Boga, przypisujące człowiekowi Boską naturę, w tym ponadnaturalne zdolności umysłowe.

#### Nowa Myśl
Noetykę alternatywną prezentuje ruch Nowa Myśl (New Thought), promujący panteistyczne idee, według których Nieskończona Inteligencja lub Bóg jest wszędzie, a prawdziwa ludzka osobowość jest boska. Zwolennik ruchu, amerykański filozof, hipnotyzer, uzdrowiciel i wynalazca, Phineas Parkhurst Quimby lansuje przekonanie, iż choroba pochodzi z umysłu i stanowi konsekwencję błędnych wierzeń. Twierdzi, że człowiek otwarty na Bożą mądrość, stając w Prawdzie, własnymi siłami mógłby pokonać wszelką chorobę. U podstaw tego przekonania znajduje się założenie, zgodnie z którym człowiek ma naturę duchową, która oddziałuje na ciało. Stąd zamieszanie w obrębie duszy skutkuje chorobą ciała, a przywrócenie porządku w duszy, daje w konsekwencji uzdrowienie ciała. Człowiek ma też naturę Boską, a w związku z tym posiada w sobie moc do uzdrowienia. Ciało ludzkie jest jedynie domem dla umysłu. Tym samym koncepcja ta wyklucza wpływ ciała ludzkiego na duszę i wpływ czynników biologicznych, fizycznych i psychicznych na zdrowie człowieka.

#### Edgar Mitchell
Jedną z odmian noetyki alternatywnej zainicjował amerykański astronauta Edgar Mitchell, który interesuje się świadomością i zjawiskami paranormalnymi. Jest niemal pewien, że wiele z tysięcy niezidentyfikowanych obiektów latających lub UFO, notowanych od 1940 roku, należy do przybyszów z innych planet. Twierdzi, że ma dowody na bardzo silny kontakt z istotami pozaziemskimi i ukrywanie tych informacji przez rządy państw. Odnosi się do katastrofy Roswell w Nowym Meksyku (relacja świadków). Mitchell zaświadcza, że w Vancouver mieszka uzdrowicielka, używająca pseudonimu Adam Dremhealer, która pomogła mu wyleczyć raka nerki na odległość.

#### Instytut Nauk Noetycznych
Edgar Michell wraz z inwestorem Paulem N. Temple założyli Instytut Nauk Noetycznych o statusie non-profit, żeby zachęcić i prowadzić badania dotyczące teorii noetyki i ludzkich możliwości. Instytut prowadzi prace w takich tematach jak: spontaniczna remisja (remission), medytacja, świadomość, alternatywne leczenie praktyczne, oparta na świadomości troska o zdrowie (consciousness-based healthcare), duchowość, potencjał ludzki (humam potential), psychiczne zdolności (psychic albities), psychokineza (ruch powodowany przez umysł), przetrwanie (przeżycie) świadomości po śmierci ciała (survival of consciousness after bolidy death). Instytut ma swoją siedzibę w Petalumie w Kalifornii. Udostępnia bezpłatną bazę danych w internecie, z cytatami ponad 6500 artykułów o tym, czy fizyczne i umysłowe zdrowie może mieć związek z medytacją i jogą. Jest wydawcą książki Dana Browna opartej na fikcji pod tytułem Zaginiony symbol. Instytut prowadzi też studia parapsychologiczne w zakresie pozazmysłowej percepcji, świadomy sen, telekinezy i przeczucia (presentiment).